# Kanton Monestier-de-Clermont
Kanton Monestier-de-Clermont (fr. Canton de Monestier-de-Clermont) je francouzský kanton v departementu Isère v regionu Rhône-Alpes. Skládá se z 12 obcí.

## Obce kantonu
- Avignonet
- Château-Bernard
- Saint-Martin-de-la-Cluze
- Gresse-en-Vercors
- Miribel-Lanchâtre
- Monestier-de-Clermont
- Roissard
- Saint-Andéol
- Saint-Guillaume
- Saint-Paul-lès-Monestier
- Sinard
- Treffort